# مجير الدين أبق
مجير الدين أبق الابن الأكبر لجمال الدين محمد حكم دمشق بين 1140 - 1154 وهو آخر حكام السلالة البورية . كان معين الدين أنر وصيا على العرش والحاكم الفعلي لدمشق. واستطاع السيطرة على السلطة بشكل كامل بعد موت معين الدين أنر سنة 1149. نجح نور الدين زنكي في السيطرة على دمشق سنة 1154 ليعوضه بإقطاع في حمص ثم استبدل إقطاعه في الجزيرة السورية فلم يرضَ مجير الدين وارتحل إلى بغداد ليمضي بقية حياته هناك. توفى سنة 1169 م.